# Altes Rathaus (Einbeck)

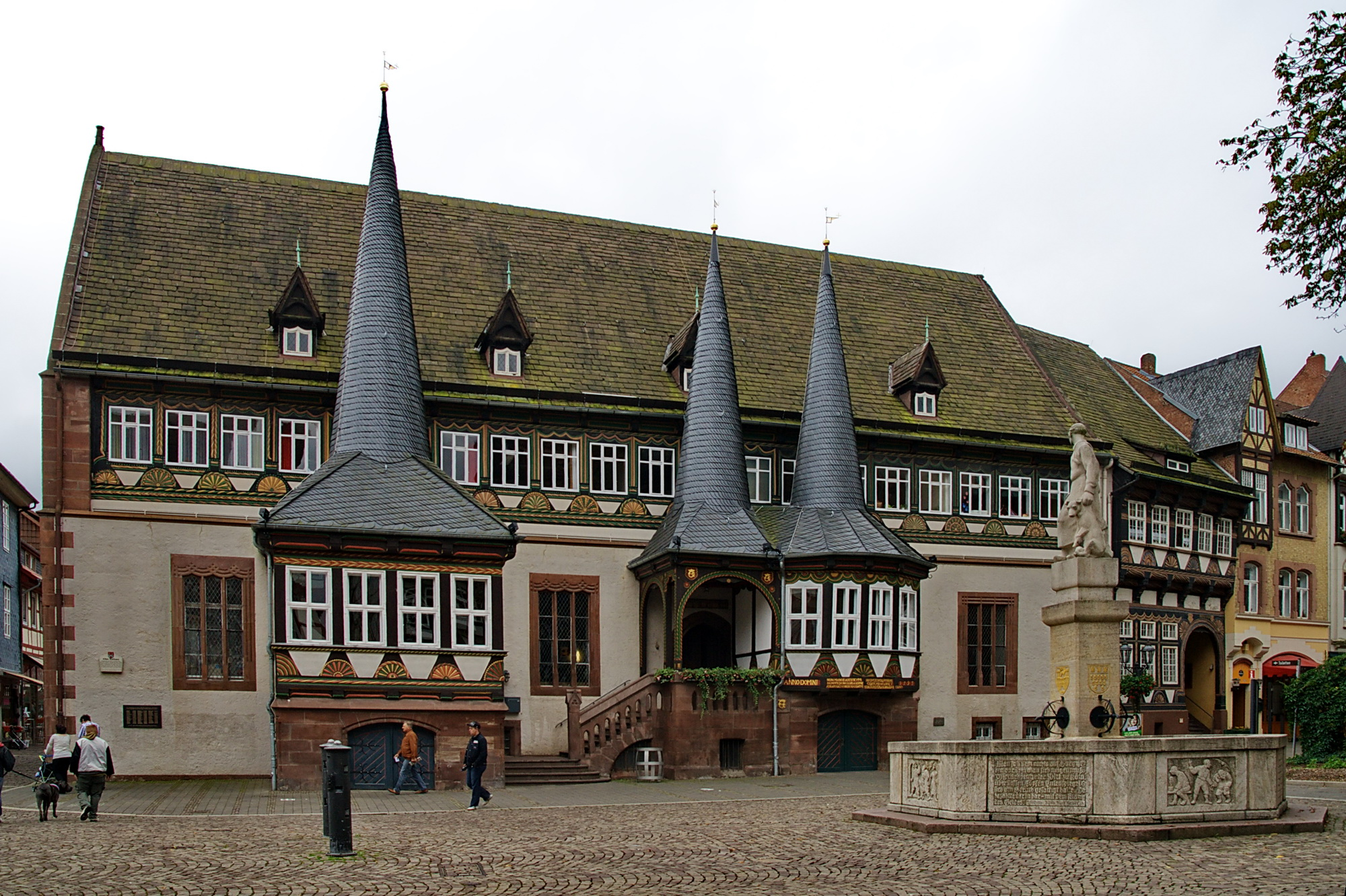
Rathaus auf dem Marktplatz mit Ratswaage und Eulenspiegel-Brunnen

Das Alte Rathaus befindet sich im Zentrum der Stadt Einbeck an der Südwestseite des Marktplatzes. Mit seinen drei markanten Türmen aus dem 16. Jahrhundert ist es eines der Wahrzeichen Einbecks.

## Bau- und Nutzungsgeschichte
1252 wird erstmals ein Rat in Einbeck erwähnt, der aus Patriziern bestand. Herzog Heinrich Mirabilis verlieh Einbeck 1279 das Stadtrecht, wenige Jahre später entstand am Markt, im Zentrum der jungen Stadt, ein Profanbau als Sitz des Rates, wie archäologische Grabungen im Gewölbekeller ergaben. Die erste bekannte urkundliche Erwähnung des Alten Rathauses stammt erst aus dem Jahr 1334. Dieser unterkellerte Vorgängerbau war mit einer Grundfläche von etwa 16 × 13 m nur halb so lang wie das heutige Rathaus mit 33 m Länge. Er wurde in der 2. Hälfte des 14. Jahrhunderts nach Osten auf seine heutige Länge parallel zum Markt vergrößert.

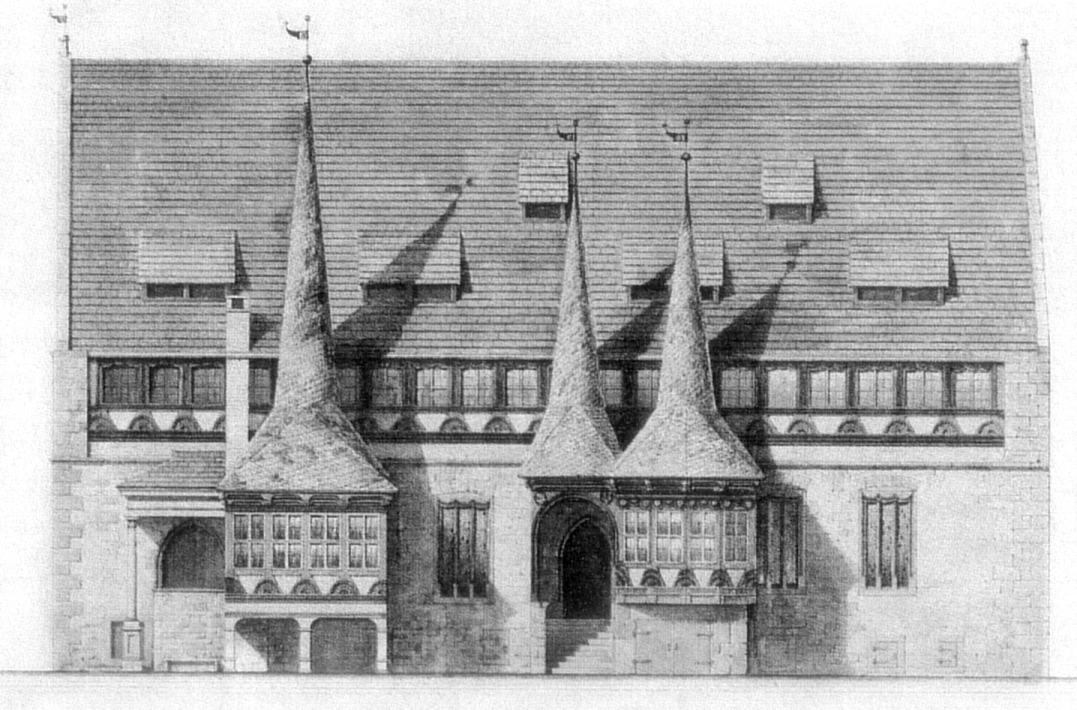
Zeichnung aus dem 19. Jahrhundert

Der große Stadtbrand am 26. Juli 1540 zerstörte durch Feuer und Explosion eines Pulverlagers im Keller auch große Teile der steinernen Bauteile des damaligen Rathausgebäudes. Der Wiederaufbau begann 1549 auf den Resten des Kellers, geriet nach einem zweiten Großbrand in Einbeck im gleichen Jahr jedoch ins Stocken, denn zunächst hatte der Wohnhausbau Vorrang. Auch finanzielle Belastungen der Stadt infolge des Schmalkaldischen Krieges führten zu Verzögerungen. Ab 1562 konnten die Ratssitzungen wieder im neu aufgebauten Rathausgebäude stattfinden, die drei repräsentativen Türme als Vorbauten vor der Fassadenfront wurden jedoch erst in den 1590er Jahren fertiggestellt.
Die Südwand des Alten Rathauses war nach dem Wiederaufbau und vor dem Bau der drei Erker mindestens zweimal mit zeittypischen Renaissancemalereien versehen, wie Sanierungsarbeiten im Dachstuhlbereich des östlichen Vorbaus (errichtet 1594) ergaben. Auf dem altweiß gestrichenen Kalkputz waren graublaue und schwarze Linien, Bögen und Lilien aufgebracht, die Balken des Fachwerks waren oxidrot ausgeführt. Nach dem Turmbau kamen noch 10 weitere Anstriche an den tieferliegenden Bereichen der Südfassade hinzu.
Als Ratsstube wurde das Untergeschoss des Anbaus genutzt, in dem auch die Kämmerei untergebracht war. Das Untergeschoss des Hauptgebäudes ist als Halle ausgestaltet, die somit einen repräsentativen Eingangsbereich bildet. Das Obergeschoss unterlag einem mehrfach Bau- und Nutzungswandel mit Ausnahme des Trauzimmers auf halber Treppenhöhe. Der Weinkeller wurde noch bis in das 19. Jahrhundert genutzt. Der Nutzungsänderung entsprechend wurden im 19. Jahrhundert auch die Dachgauben zu Lukarnen umgebaut.
Die heutige Nutzung umfasst Vortragsveranstaltungen, Standesamt und Vereinsbüros. Die Stadtverwaltung befindet sich seit 1997 im Neuen Rathaus nordöstlich der Altstadt.

## Baubeschreibung
Der Bau ist ein rechteckiges Langhaus. Der gotische Keller besteht aus 3 Schiffen, die durch 4 Säulenpaare in je 5 Gewölbejoche unterteilt sind. Auf den Keller wurde ein steinernes Untergeschoss aufgesetzt. Das Obergeschoss wurde ab 1556 als Fachwerk konstruiert. Es ist mit geschnitzten Fächerrosetten ornamental verziert. Ein Teilabschnitt der Rückseite des Gebäudes wurde mit einem ebenfalls zweigeschossigen, vollständig steinernen Anbau versehen, der auch das Treppenhaus aufnimmt. Das Dach ist mit Sollingplatten gedeckt.
Die Vorbauten sind als Erker angelegt, deren Dach jeweils in der Form eines umgedrehten Trichters einen Helm mit Schieferdeckung bildet. Der mittlere, laubenartige Erker dient als Haupteingang, über dem die Jahreszahl 1593 erhaben und vergoldet sowie die Einbecker Stadtmarke, das unbekrönte E spiegelverkehrt angebracht ist. Links neben der Tür ist ein eiserner Längenmaßstab angebracht. Der westliche Erker stammt aus dem gleichen Jahr. Der in lateinischen Distichen abgefassten Versinschrift liegt der in Psalm 126,1 enthaltene Gedanke zugrunde, dass ohne Gottes Hilfe das Haus und die Stadt nicht florieren können. Zwei Jahre später wurde der östliche Erker fertiggestellt.
Ein Fenster mit Glasmalerei aus der Ratsstube des Rathauses mit der Einbecker Stadtmarke im Wappen und der Jahreszahl 1585 befindet sich heute im städtischen Museum.

## Ratswaage

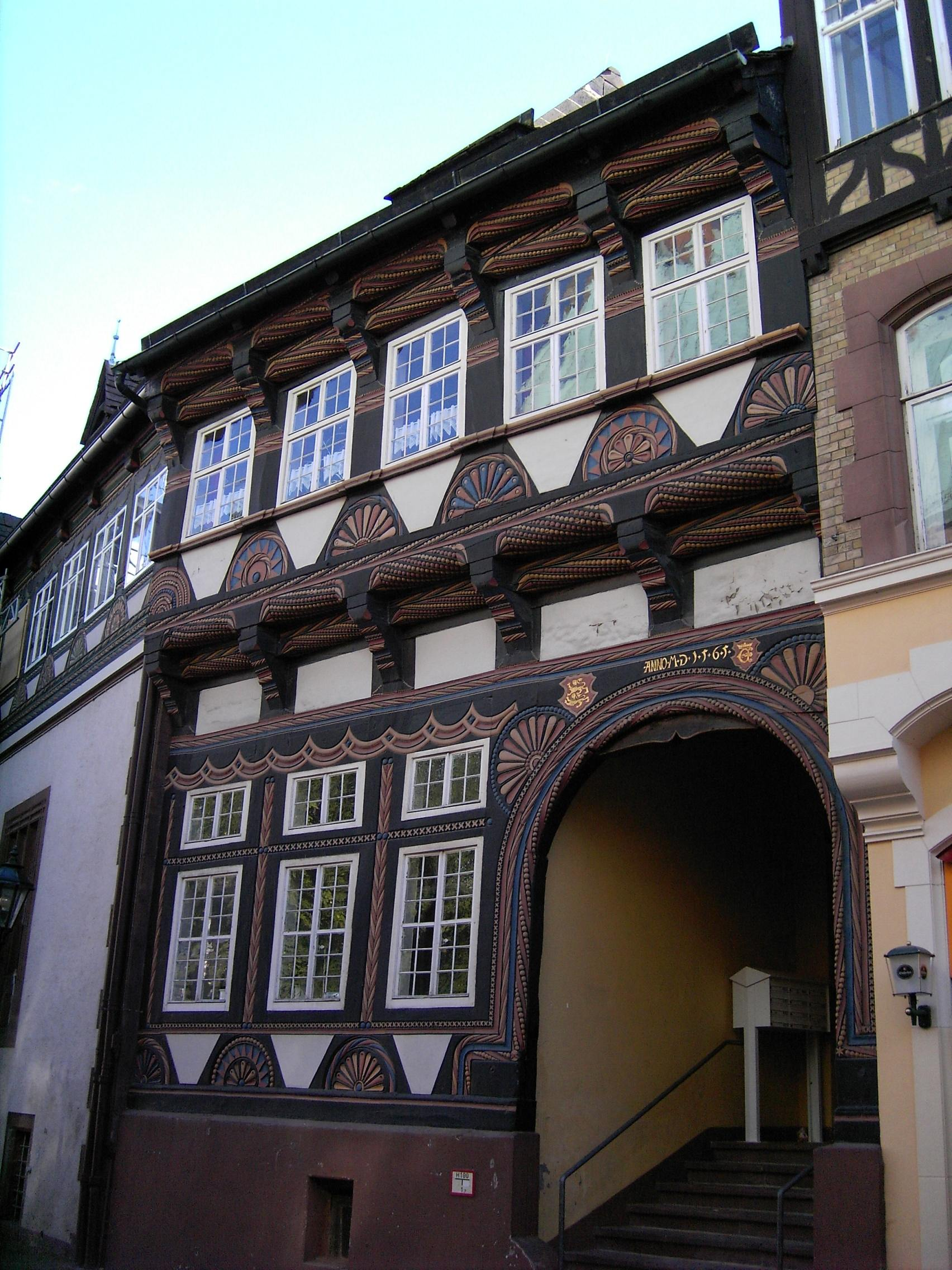
Ratswaage

1565 wurde die Eichungen dienende Ratswaage an die Westwand des Hauptgebäudes angebaut. Sie ist ein eigenständiges Fachwerkgebäude, greift aber einige Stilelemente des ornamentalen Schnitzwerkes des Rathauses auf, nur ergänzt um Schiffskehlen und Taubänder, und wird wegen der gleichen Farbgestaltung im Obergeschoss oft für einen Gebäudeteil des Rathauses gehalten.